# Irndorf
Irndorf ist eine Gemeinde im Landkreis Tuttlingen in Baden-Württemberg. Zur Gemeinde Irndorf gehören außer dem Dorf Irndorf keine weiteren Ortschaften.

## Geographie

### Geographische Lage
Der staatlich anerkannte Erholungsort Irndorf liegt auf dem Großen Heuberg, einer Hochfläche der Schwäbischen Alb unweit des Steilhangs zum Donautal im Naturpark Obere Donau. Der Untergrund ist stellenweise stark verkarstet, mit zahlreichen Senken und Dolinen.
Im Norden der Ortslage Irndorf befindet sich ein bedeutendes Naturschutzgebiet, das Irrendorfer Hardt, mit einer Fläche von insgesamt 103 Hektar. Das Irndorfer Hardt in rund 900 Meter Höhe hat die Form einer Mulde. Ihr fehlt der Abfluss, wodurch sich darin häufig ein Kaltluftsee bildet. In ihm haben sich viele in der Eiszeit eingewanderte seltene Pflanzen angesiedelt, die sonst nur in subalpinen Bereichen (rund 1000 Meter höher im Gebirge) zu finden sind. Das Naturschutzgebiet wurde bereits im Jahr 1938 durch das damalige Oberamt Tuttlingen ausgewiesen und besitzt bis heute eine einzigartige Artenvielfalt.

### Nachbargemeinden
Die Gemeinde grenzt im Norden an Nusplingen im Zollernalbkreis, im Osten an Schwenningen sowie im Süden an Beuron, beide im Landkreis Sigmaringen und im Westen an Bärenthal.

### Schutzgebiete
Die Irndorfer Gemarkung hat einen naturschutzfachlich besonders hohen Wert. Im Norden der Gemarkung befinden sich drei Naturschutzgebiete, das Irrendorfer Hardt, das Simonstal und das Naturschutzgebiet Trobenholz-Vogelbühl. Der südliche Teil der Gemarkung ist größtenteils als Landschaftsschutzgebiet Feldmarkung Irndorf geschützt. Irndorf hat Anteil an zwei FFH-Gebieten, dem Gebiet Großer Heuberg und Donautal und dem Oberen Donautal zwischen Beuron und Sigmaringen. Die gesamte Gemarkung gehört zudem zum Vogelschutzgebiet Südwestalb und Oberes Donautal. Irndorf liegt im Naturpark Obere Donau.

## Geschichte

### Entstehungsgeschichte

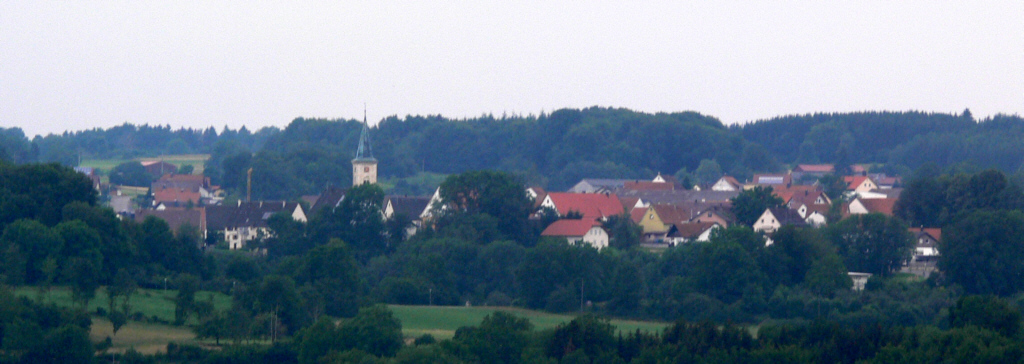
Irndorf

Irndorf wurde im Jahre 1094 von einem Adligen des Klosters Beuron namens Ullrich von Urendorf gegründet. Jahrhunderte später wurde Urendorf in Ürendorf umbenannt, wie einer Urkunde des Klosters Allerheiligen in Schaffhausen zu entnehmen ist.

### Zeit der Herrschaft Mühlheim
Der Ort war Bestandteil der Herrschaft Mühlheim. Von den verschiedenen geistlichen und weltlichen Herren, die das Dorf bis zur Mediatisierung zu Beginn des 19. Jahrhunderts beherrschten, treten vor allem die Grafen von Zollern und die Herren von Enzberg hervor. Im Verlauf der Koalitionskriege brannten französische Truppen das Dorf 1796 nieder. Drei Jahre später wurde es erneut in Brand gesteckt. Auf der Gemarkung befand sich die heute nicht mehr auffindbare Burg Spaltfels.

### Seit der Zugehörigkeit zu Württemberg
Im Jahre 1805 fiel das Dorf an das Kurfürstentum Württemberg, das 1806 zum Königreich erhoben wurde. Der Ort wurde dem Oberamt Tuttlingen zugeordnet, bei dem er mehr als ein Jahrhundert blieb. Bei der Kreisreform während der NS-Zeit in Württemberg kam Irrendorf 1938 an den Landkreis Tuttlingen. Im Jahre 1945 wurde das Dorf Teil der Französischen Besatzungszone und kam somit zum Nachkriegsland Württemberg-Hohenzollern, welches 1952 im Bundesland Baden-Württemberg aufging.

Über Jahrhunderte hinweg trug die Gemeinde den Namen Irrendorf, bis sie am 19. April 1972 in Irndorf umbenannt wurde. Die Umbenennung erfolgte auf der Grundlage eines Dokumentes, das bei Restaurierungsarbeiten in der alten Friedhofskirche gefunden wurde.

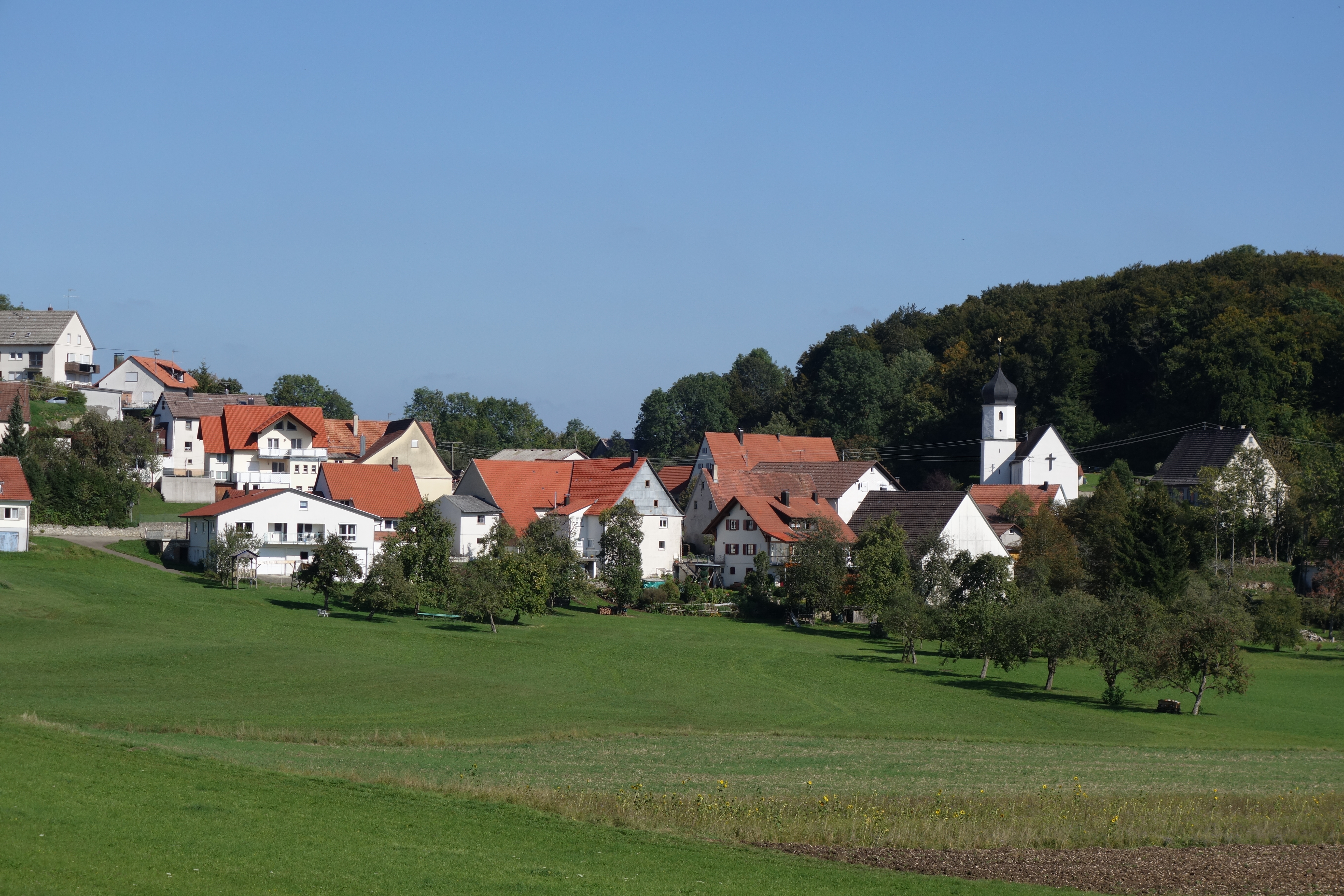
Unterdorf mit Friedhofskirche

### Religion

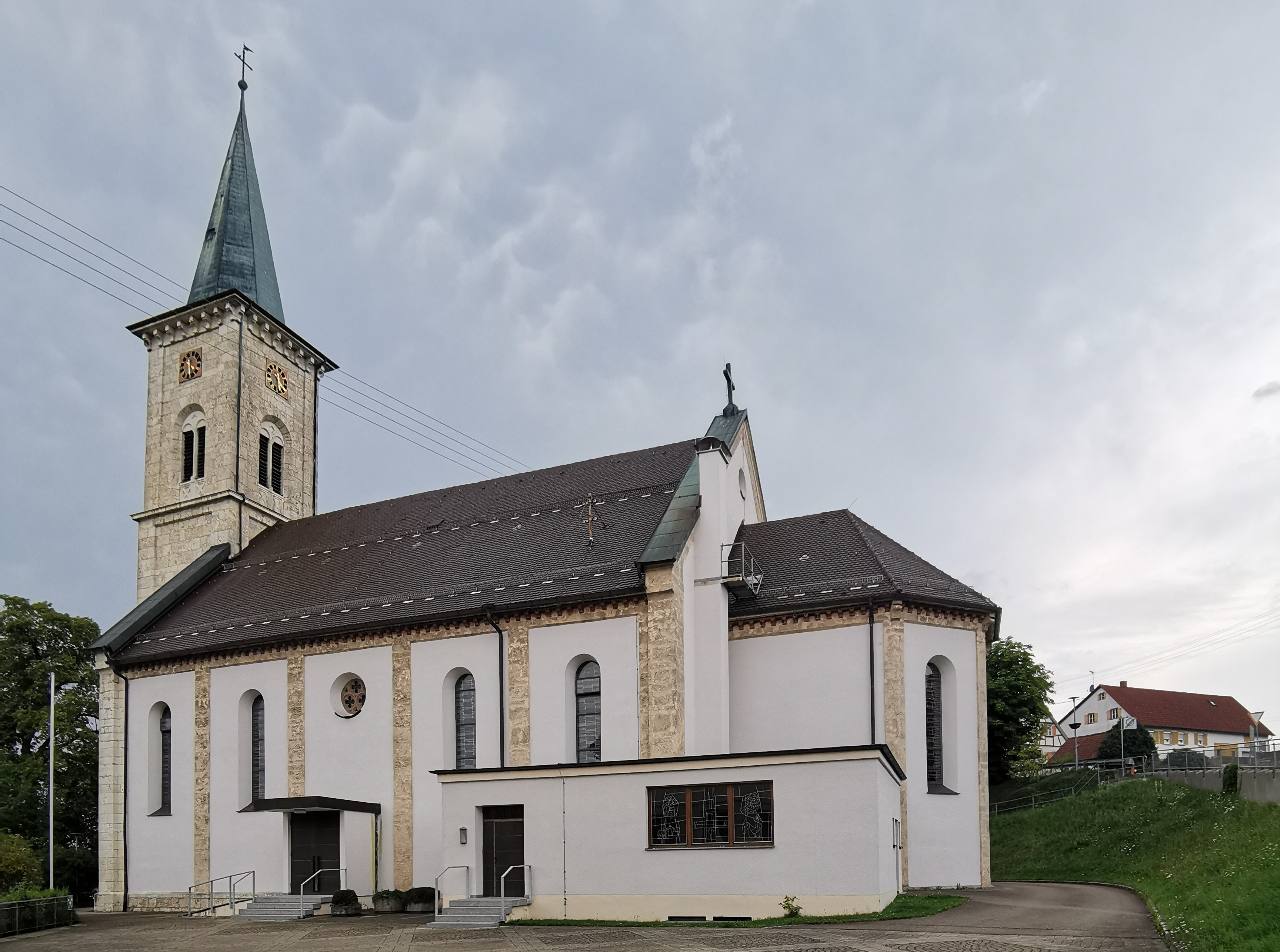
Pfarrkirche St. Peter

Der Ort ist überwiegend katholisch geprägt. Seit 1849 besteht die derzeitige Pfarrkirche St. Peter. Die zugehörige römisch-katholische Gemeinde gehört zur Seelsorgeeinheit Donau-Heuberg im Dekanat Tuttlingen-Spaichingen der Diözese Rottenburg-Stuttgart.
Die evangelischen Christen werden von der Kirchengemeinde in Mühlheim (Donau) mitbetreut.

## Politik

### Verwaltungsverband
Die Gemeinde ist Mitglied des Gemeindeverwaltungsverbandes Donau-Heuberg mit Sitz in Fridingen an der Donau.

### Gemeinderat
Der Gemeinderat in Irndorf besteht aus den acht ehrenamtlichen Gemeinderäten und dem Bürgermeister als Vorsitzendem. Der Bürgermeister ist im Gemeinderat stimmberechtigt. Bei der  Kommunalwahl am 9. Juni 2024 wurde der Gemeinderat durch Mehrheitswahl gewählt. Mehrheitswahl findet statt, wenn kein oder nur ein Wahlvorschlag eingereicht wurde. Die Bewerber mit den höchsten Stimmenzahlen sind dann gewählt.

### Bürgermeister
2003 wurde Norbert Zerr, der gegen den damaligen Amtsinhaber Georg Zindeler antrat, zum Bürgermeister von Irndorf gewählt. Der ehemalige Kriminalbeamte wagte zuvor schon zwei vergebliche Versuche, in Hausen ob Verena (Landkreis Tuttlingen) und Villingendorf (Landkreis Rottweil), Bürgermeister zu werden. Bereits nach zwei Jahren Amtszeit in Irndorf bewarb er sich für die Bürgermeisterwahl in Schömberg (Zollernalbkreis), unterlag dort aber am 10. April 2005 Karl-Josef Sprenger. Später, nach fast sieben Jahren im Amt, bewarb er sich in Sonnenbühl (Landkreis Reutlingen), unterlag dort aber erneut (am 11. Oktober 2009 gegen Uwe Morgenstern). Er stellte sich am 16. Januar 2011 der Wiederwahl. Als Gegenkandidat trat CDU-Mitglied Rudolf Fluck an, der sich bereits für die Bürgermeisterwahl in Gütenbach (Schwarzwald-Baar-Kreis) beworben hatte. Rudolf Fluck wurde bei einer hohen Wahlbeteiligung von 88,9 Prozent im ersten Wahlgang zum Bürgermeister gewählt. Das Amt hatte er im April 2011 angetreten. Er wurde 2016 in Mönchweiler zum Bürgermeister gewählt. Der Gemeinderat beschloss vor Ausschreibung der freigewordenen Bürgermeisterstelle, dass nur noch ein ehrenamtlicher Bürgermeister gesucht werden soll. Bei der anschließenden Wahl im Jahr 2016 wurde der einzige Bewerber Jürgen Frank am 10. Juli 2016 mit 91,7 Prozent der Stimmen gewählt. Die Wahlbeteiligung lag bei 54,2 Prozent. Am 5. Mai 2024 wurde Thomas Blazko mit 74 Prozent der Stimmen zum Bürgermeister gewählt. Amtsinhaber Frank erhielt lediglich 24,5 Prozent der Stimmen. Blazko trat das Amt am 1. August 2024 an.
- 1854–1906: Joseph Frick
- 1906–1936: Jakob Haselmeier
- 1936–1945: Johann Keller
- 1945–1967: Alfons Haselmeier[5]
- 1967–1995: Herbert Fußnegger (* 1940)
- 1995–2003: Georg Zindeler (* 1955, CDU)[6]
- 2003–2011: Norbert Zerr (* 1961, CDU)[7]
- 2011–2016: Rudolf Fluck (* 1963, CDU)[8]
- 2016–2024: Jürgen Frank (* 1952, CDU)[9]
- seit 2024: Thomas Blazko (* 1981, parteilos)

## Kultur und Sehenswürdigkeiten
Irndorf liegt an der Hohenzollernstraße. Die Kommune ist dem Tourismusverband „Donaubergland“ angeschlossen.

### Naturdenkmäler
- Der Eichfelsen ist ein großer Kalkfels mit Wandhöhen von über 70 Metern und ist bekannt durch den Blick nach Osten in Richtung Schloss Werenwag. Der Fels befindet sich auf der linken Talseite gegenüber der Burg Wildenstein.
- Eine Aussicht auf das Donautal bieten außerdem die zwei weiteren Felsen Irndorfs, der Spaltfels und Rauher Stein (786 m ü. NN).

### Felsengarten

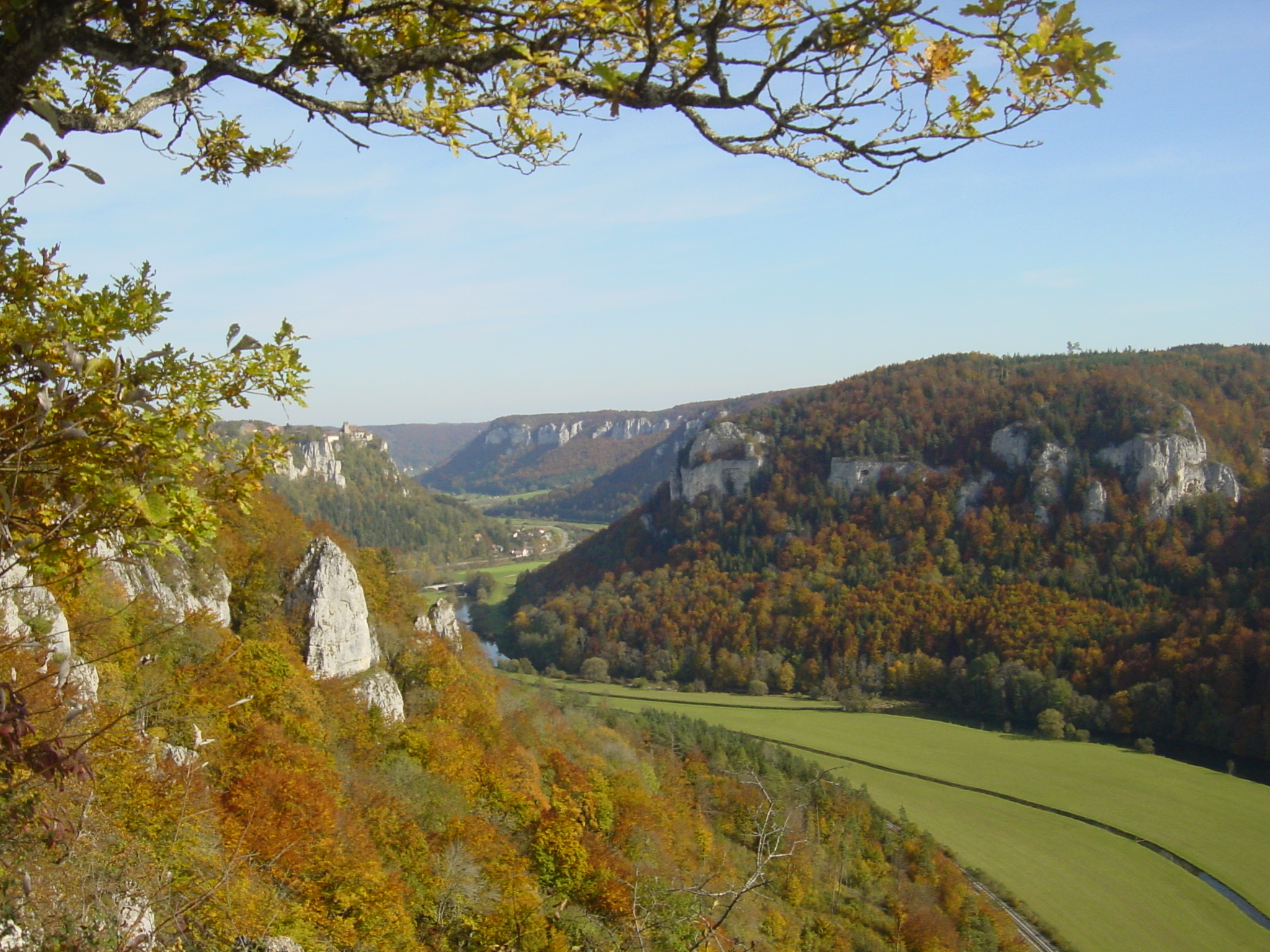
Blick vom Eichfelsen in das Obere Donautal

Der Irndorfer Felsengarten entstand in den Jahren 1997/98 mit Unterstützung des Naturparks Obere Donau sowie des Botanischen Gartens der Universität Tübingen. Die Anlage befindet sich in unmittelbarer Nähe des Eichfelsens und soll den Besuchern die Möglichkeit geben, die vielfältige Form der Felsenvegetation kennenzulernen, ohne dabei die äußerst sensiblen Pflanzen in der Natur betreten zu müssen.

### Regelmäßige Veranstaltungen
Das Irndorfer Wettmähen ist ein seit 1978 jährlich organisierte Sensenmähwettbewerb für Laien, Profis und Promis, der Irndorf weit über die Grenzen der Region hinaus bekannt gemacht hat mit Teilnehmern aus Frankreich, der Schweiz, Österreich und Spanien. Der Sieger erhält die „Goldenen Sense“. Unter den Teilnehmern beim „Promi-Wettmähen“ waren unter anderem Fernsehmoderator Hansy Vogt, Politiker Guido Wolf, Schauspieler Michael Jäger und Radiomoderator Sebastian Pauls.

### Sport
Die Gemeinden Bärenthal, Irndorf, Nusplingen und Schwenningen schufen im Jahr 2011 ein gemeinsames Loipennetz für Wintersportler. Nachdem der Anschluss der neu geschaffenen Loipe auf Gnadenweiler an das Irndorfer Loipennetz geschaffen werden konnte, entstand nunmehr durch den Zusammenschluss mit dem bestehenden Nusplinger und Schwenninger Loipen durch das Irndorfer Hardt ein großflächiges Loipengebiet für den Skilanglauf.

## Persönlichkeiten

### Ehrenbürger
- 2008[12]: Herbert Fußnegger (* 1940[13]), Alt-Bürgermeister[14]